# 震旦大学
震旦大学（英語：Aurora University）是法国天主教会在中国上海震旦公学的基础上创办的大学。中国高等院校院系调整後停辦。

## 历史沿革
1903年2月27日，法国天主教会在徐家汇天文台旧址创办震旦学院，由耶稣会奖学基金提供支持，马相伯神父为创始校长。震旦是印度对中国旧称，英、法文校名分别为和。法国在1880年就想就建立一所培养法－汉口译翻译的机构，因此就想通过法国大使和当时已经管理了聖依納爵公學的耶稣会办一所学校。但是一直到1898年总督李鸿章派遣马相伯回到欧洲，学校才募集到足够的资金。马相伯希望能够办起一所达到西方大学水平的学校。在土山湾的法国传教士和聖依納爵公學为他在老徐家汇天文台提供了一个房间，1903年2月27日学校就开学了，一开始只有24名学生，耶稣会的任副校长，另外还有两个学院教父协助。
1905年，耶穌會派法國籍耶穌會士南從周任震旦學院教務長，廢除學生自治，引發學生集體退學。马相伯率众中国教员辞职，別办復旦公學。
1908年，震旦大学迁卢家湾吕班路（今鲁班路），占地一百零三畝。
1914年改为六年制，分设博物医学、法政文学、算术工程3科。即后来的医、法、理工3个学院。讲授均用法语。学生来源多为徐汇公学（现徐汇中学）及各地天主教会办的学校毕业生。
1915年起院长需由罗马耶稣会总部任命。
1932年改稱震旦大學，聖伯多祿教堂落成。
1937年美国圣心会在蒲石路（今长乐路）创设震旦女子文理学院（现向明中学），名义上属震旦大学，实际財政、行政、教学完全独立，教学语言为英语。
1947年增设文学院。
1951年2月1日开始，传教士退出学校，天主教会停止拨给震旦大学经费。
1952年10月高校院系调整，震旦大学撤销，医学院和圣约翰大学医学院、同德医学院合于原址组建上海第二医学院。其余学院分别并入复旦大学、华东师范大学、上海交通大学、同济大学、南京师范学院、华东化工学院、华东政法学院、上海财经学院等校。现为重庆南路227号和280号上海交通大学医学院校舍。
在臺灣的上海震旦大學校友後於台北市杭州南路成立震旦之友協會，並興建「震旦中心」大樓，現為耶穌會管理。

## 校园
震旦大学校园即今上海市黄浦区上海交通大学卢湾校区，被南北高架路分为两部分，西区（重庆南路280号）现存原图书馆（建于1936年，钢筋混凝土结构，现代派风格，现为上海市优秀历史建筑），此外原上海圣伯多禄堂亦在校园内（已迁址新建），东区（重庆南路227号）现存原学生宿舍一舍、四舍和八舍（分别建于1908、1916和1919年，现为黄浦区文物保护单位，名称为震旦学院旧址），其北侧的中国科学院上海生命科学研究院健康科学研究所（重庆南路225号）即原震旦大学博物馆（建于1930年，砖混结构，装饰艺术派风格，现为上海市优秀历史建筑）。

## 历任校长
1. 姚缵唐（Henry 1915-1923）
2. 帅理蔼（Seellier 1923-1927）
3. 桑黻翰（Lefelvre 1927-1931）
4. 胡文耀（1932-1952）[4]，实际为才尔孟（Georgius Germain，1932-1947年）

## 著名校友
- 何振梁 国际奥委会委员
- 蔣丙然 知名氣象學家
- 王振義 內科血液學專家
- 潘承诰 巴黎大学物理博士，指导老师为瑪麗·居禮
- 劉吶鷗 台灣日治時期小說家
- 陳佐舜 嶺南學院校長